# Lago Sachavacayoc
El Lago Sachavacayoc es un cuerpo de agua en Perú, que se encuentra ubicado en el distrito y provincia de Tambopata en el departamento de Madre de Dios. El lago abarca 68,38 ha.[cita requerida] Tiene forma rectangular y una profundidad de 3 m.[cita requerida]
Es conocido por el aguajal, lugar donde anidan guacamayos.[cita requerida] También es frecuentado por sachavacas.